# Fachgruppe Ölschaden

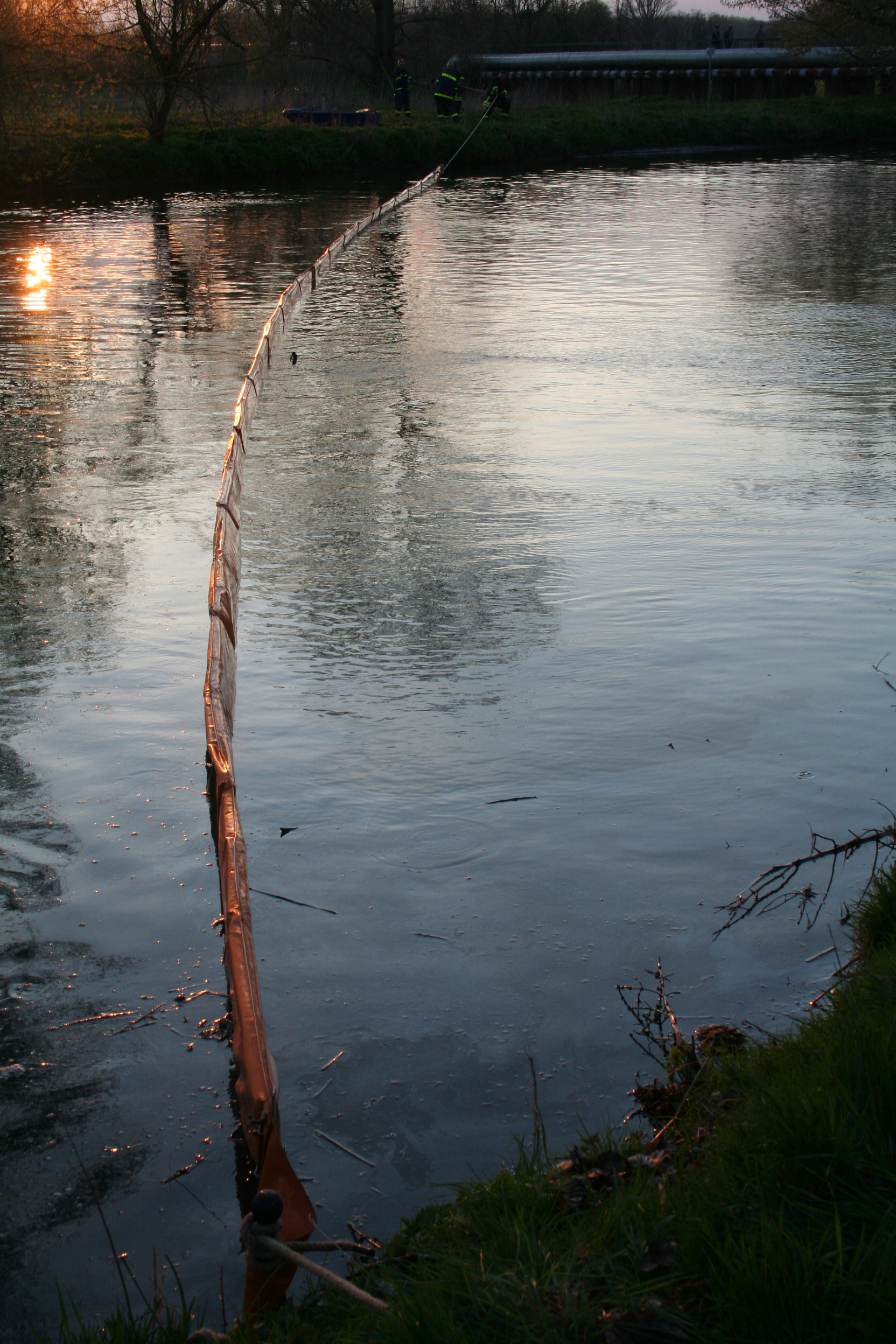
Ölsperre des THW OV Staßfurt (ÖGA)

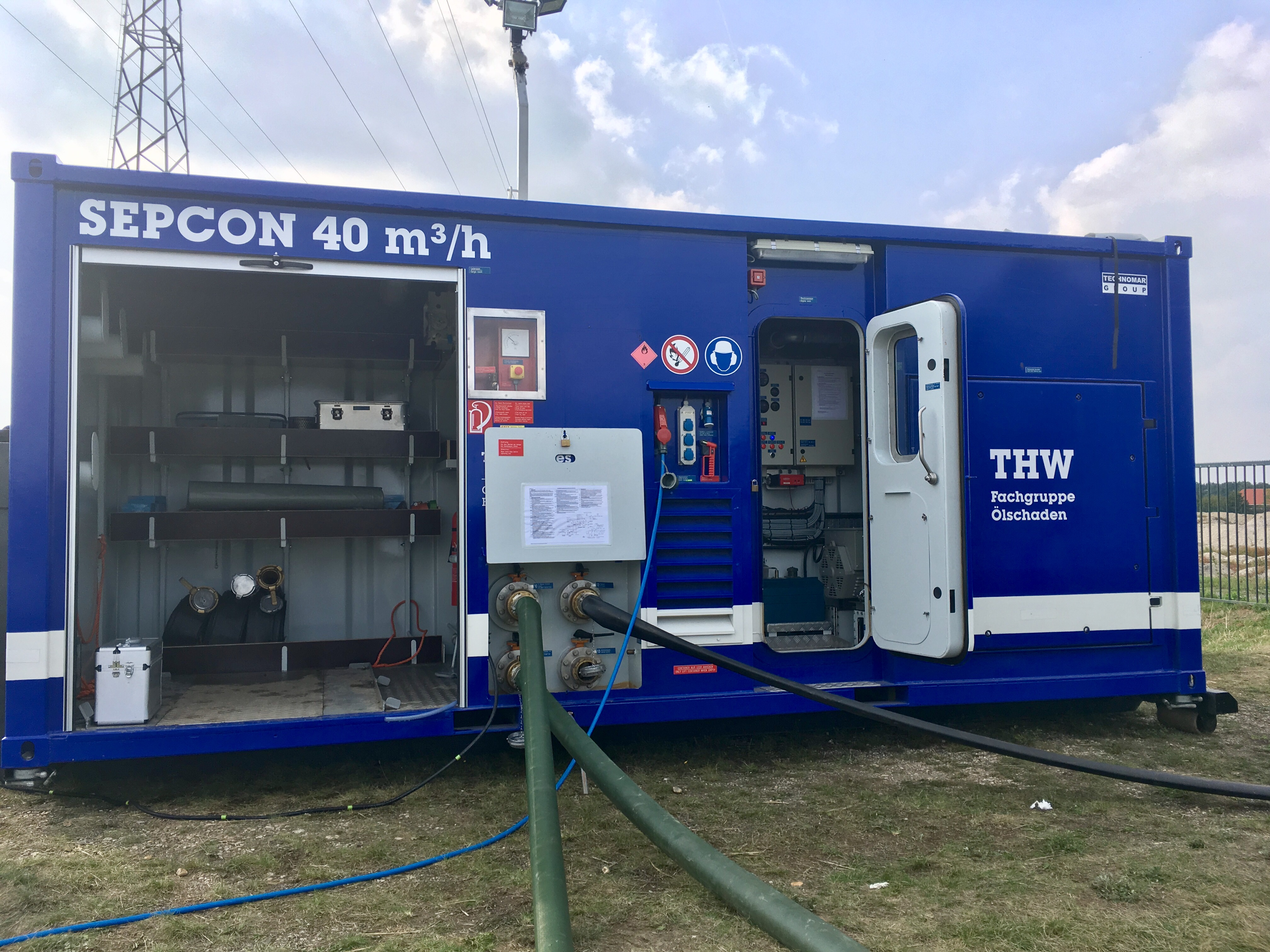
SEPCON der Fachgruppe Ölschaden, Typ C

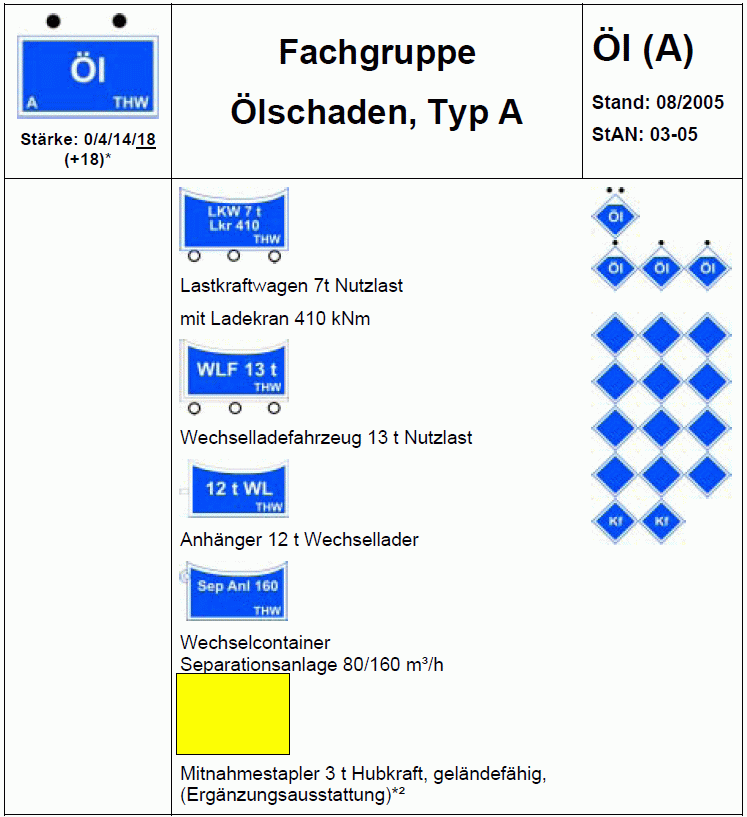
StAN-Übersicht der Fachgruppe Ölschaden, Typ A

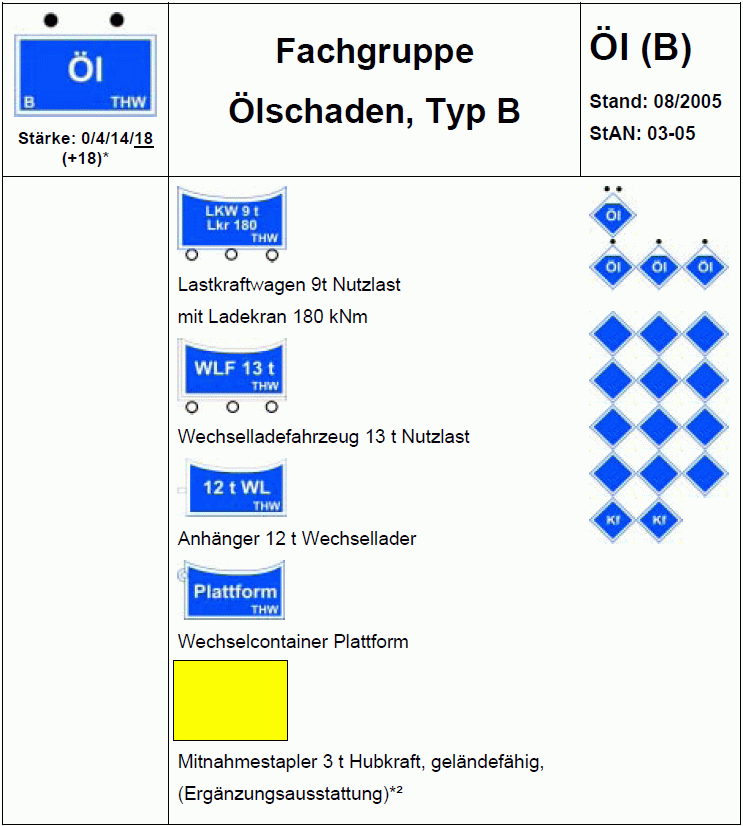
StAN-Übersicht der Fachgruppe Ölschaden, Typ B

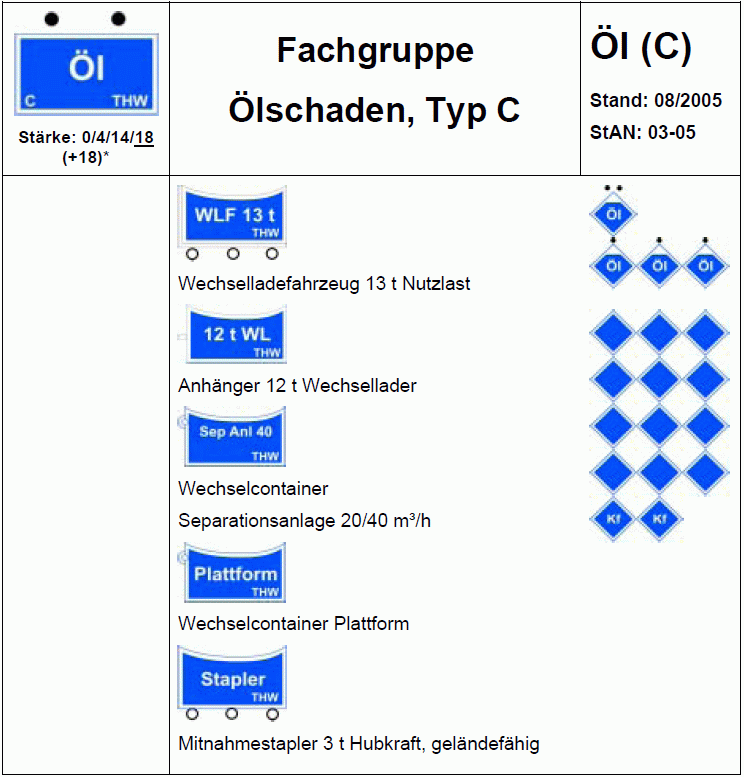
StAN-Übersicht der Fachgruppe Ölschaden, Typ C

Die Fachgruppe Ölschaden (FGr Öl) als Fachgruppe des THW unterstützt bei der Bekämpfung von Schadstoffen auf Gewässern und an den Küsten. Sie bekämpft und beseitigt Ölschäden kleineren, mittleren und größeren Ausmaßes bundesweit und im Rahmen der technischen Hilfe im Ausland. Grundlage hierfür ist eine Bund-Länder-Vereinbarung und der Partnervertrag im Bereich der Deutschen Küste bei der Bekämpfung von Schadstoffen auf Gewässern und an den Küsten. Die Fachgruppen Ölschaden wurden als Nachfolge für einen Teil der früheren Instandsetzungszüge geschaffen.

## Ausstattung
Von der Fachgruppe Ölschaden werden drei verschiedene Typen aufgestellt, deren Ausstattung sich unterscheidet:

Fachgruppe Ölschaden, Typ A
- Lastkraftwagen 13 t mit Abrollkippersystem
- Lastkraftwagen 7 t mit Anbaukran
- 2-Achs-Anhänger für Abrollbehälter
- Wasser/Öl-Separationsanlage (SEPCON), Leistung 80/160 m³ pro Stunde

Fachgruppe Ölschaden, Typ B
- Lastkraftwagen 13 t mit Abrollkippersystem
- Lastkraftwagen 9 t mit Ladekran
- 2-Achs-Anhänger für Abrollbehälter
- Wasser/Öl-Separationsanlage (SEPCON), Leistung 80/160 m³ pro Stunde

Fachgruppe Ölschaden, Typ C
- Lastkraftwagen 13 t mit Abrollkippersystem
- 2-Achs-Anhänger für Abrollbehälter
- Geländegabelstapler (als Mitnahmestapler)
- Wasser/Öl-Separationsanlage (SEPCON), Leistung 20/40 m³ pro Stunde

Die Ausstattung zur Ölschadensbekämpfung für die Fachgruppen-Typen A und B wird durch die Küstenländer, vertreten durch das Havariekommando beschafft und den Fachgruppen Ölschaden zur Verfügung gestellt.

## Personal/Stärke
Kurzform:

0/4/14/18
Funktions- und Helferübersicht:
- 1 Gruppenführer
- 3 Truppführer (Atemschutzgeräteträger)
- 14 Fachhelfer

In der Fachgruppe Ölschaden werden durch die 14 Fachhelfer folgende Zusatzfunktionen besetzt (Doppel-Zusatzfunktionen notwendig, z. B.: Kraftfahrer und Sprechfunker):
- Typ A und B: 4 Atemschutzgeräteträger
- Typ C: 6 Atemschutzgeräteträger
- Typ A und C: 3 Maschinisten Separationsanlage
- Typ A: 2 Kraftfahrer CE / Sprechfunker / Kranführer Ladekran
- Typ B: 2 Kraftfahrer CE / Sprechfunker / Kranführer Ladekran / Hägglundsfahrer
- Typ A: 2 Kraftfahrer CE / Sprechfunker / Staplerfahrer
- Typ B: 4 Kraftfahrer CE / Sprechfunker / Staplerfahrer / Hägglundsfahrer
- Typ C: 3 Kraftfahrer CE / Sprechfunker / Staplerfahrer
- 1 Sanitätshelfer
- 1 Sprechfunker

## Standorte
Die Fachgruppe Ölschaden ist bundesweit an 16 Standorten aufgestellt:
- 2 × Fachgruppe Ölschaden, Typ A (Nordenham, Lübeck)
- 7 × Fachgruppe Ölschaden, Typ B (Bad Doberan, Bremerhaven, Cuxhaven, Hamburg-Mitte, Kiel, Stralsund, Wittenberge)
- 9 × Fachgruppe Ölschaden, Typ C (Berlin-Lichtenberg, Borna, Cloppenburg, Essen, Frankfurt am Main, Kelheim, Koblenz, Obernburg am Main, Hamm)